# Zhang Nan (gimnastyczka)
Zhang Nan (chiń. 張楠; ur. 30 kwietnia 1986, Pekin) – chińska gimnastyczka, medalistka olimpijska.
Zawodniczka reprezentowała swój kraj na igrzyskach w Atenach. Zajęła 3 miejsce w wieloboju indywidualnym kobiet.